# Bitwa pod Maldon
Bitwa pod Maldon – starcie zbrojne pomiędzy Anglosasami pod wodzą Byrhtnotha i wikingami Olafa Tryggvassona, które miało miejsce 10 sierpnia 991 r. w rejonie Maldon nad rzeką Blackwater w Esseksie i zakończone porażką Anglosasów. 
Liczący ok. 3 tys. ludzi wikiński oddział, który stoczył bitwę pod Maldon, w dniach poprzedzających starcie złupił Folkestone, Sandwich i Ipswich. Siły anglosaskie liczyły najprawdopodobniej 3-4 tys. ludzi i składały się z pospolitego ruszenia. Zgodnie z tradycją łodzie wikingów wylądowały na wyspie Northey, na wschód od Maldon i zostały tam zablokowane przez Anglosasów. Wikingowie zaproponowali możliwość odpłynięcia w zamian za okup, jednak w trakcie negocjacji anglosaski dowódca Byrhtnoth stanowczo odmówił zgody na takie rozwiązanie. Jako że z powodu wysokiego przypływu obie armie były rozdzielone wodą, negocjacje prowadzono za pomocą krzyków. 
Po opadnięciu poziomu wody wikińskie siły podjęły nieudaną próbę wyrwania się na stały ląd, zostały jednak powstrzymane przez mały oddział z anglosaskiej armii. Chcąc doprowadzić do rozstrzygającej bitwy, Byrhtnoth wycofał się w zwartej formacji osłanianej przez tarczowników, pozwalając wikingom przejść na stały ląd. Początkowo starcie było wyrównane, ale wraz ze śmiercią Byrhtnotha nastąpiło rozprężenie w szeregach Anglosasów i większość armii uciekła w lasy. Na polu bitwy pozostały tylko niewielkie osobiste oddziały poległego wodza, które walczyły aż do całkowitego rozbicia. Straty atakujących były na tyle znaczne, że po zwycięskiej bitwie nie byli oni w stanie zaatakować samego miasta Maldon.
W rezultacie najazdu angielski król Ethelred II zgodził się na płacenie wikingom trybutu określanego danegeld.
Bitwie poświęcony jest poemat w języku staroangielskim pt. Bitwa pod Maldon.